# Thomas Howard (3e duc de Norfolk)
Pour l’article homonyme, voir Thomas Howard.
Thomas Howard (1473 – 25 août 1554), 3e duc de Norfolk, est un homme politique et un courtisan du règne d'Henri VIII. Il est l'oncle de deux des épouses du roi Henri VIII, à savoir Anne Boleyn et Catherine Howard, toutes deux décapitées, et a joué un rôle majeur dans les machinations affectant ces mariages royaux. Après être tombé en disgrâce en 1546, il est dépouillé de son duché et emprisonné dans la Tour de Londres, évitant l'exécution à la mort d'Henri VIII le 28 janvier 1547.
Il est libéré à l'avènement de la reine catholique, Marie Ire, qu'il a aidée à assurer son trône, ouvrant ainsi la voie à des tensions entre sa famille catholique et la lignée royale protestante qui sera poursuivie par la demi-sœur de Marie Ire, Élisabeth Ire.

## Biographie
Fils de Thomas Howard, 2e duc de Norfolk, et d'Élisabeth Tilney, il est comte de Surrey jusqu'en 1524 avant d'obtenir le titre de duc. Il épouse en premières noces Anne d'York (1475-1511), la fille d'Édouard IV et d'Élisabeth Woodville. À la mort de celle-ci, en 1511, il épouse Élisabeth Stafford, fille d'Edward Stafford, 3e duc de Buckingham et d'Éléonore Percy. Bien qu'ils aient un fils, le poète-soldat Henry Howard, comte de Surrey, cette union est malheureuse car Norfolk laisse paraître son adultère avec Bess Holland, dame de compagnie de sa femme, et réagit violemment lorsqu'Élisabeth le lui reproche.
Thomas Howard succède en 1513 à son frère cadet Édouard en tant que premier lord de l'Amirauté. 
Le 4 décembre 1522, il fut nommé Lord Trésorier à la démission de son père de ses fonctions et le 21 mai 1524 à la mort de ce dernier, il lui succéda en tant que duc de Norfolk. Son goût pour la guerre le met en conflit avec le cardinal Thomas Wolsey, qui préfère la diplomatie dans la conduite des affaires étrangères. En 1523, Wolsey avait assuré au duc de Suffolk la réversion du poste de comte maréchal par le père de Howard, et en 1525, il fut remplacé comme lord amiral par le duc de Richmond. Se trouvant mis à l'écart, le duc de Norfolk passa un temps considérable loin de la cour en 1525-1527 et 1528.
Au milieu des années 1520, la nièce de Howard, Anne Boleyn, avait attiré l'attention du roi Henri VIII, ravivant ainsi sa fortune politique avec son implication dans la tentative du roi d'annuler son mariage avec Catherine d'Aragon. En 1529, les questions d'État étaient de plus en plus traitées par le duc de Norfolk, le duc de Suffolk et les Boleyn, qui pressèrent le roi Henry VIII de destituer le cardinal Wolsey. En octobre, le roi l'envoya, lui et le duc de Suffolk, pour obtenir le grand sceau du cardinal. En novembre, Wolsey est arrêté pour trahison, mais décède avant son procès. Howard bénéficie de la chute de Wolsey, devenant le principal conseiller du roi et s'appliquant énergiquement aux efforts du roi pour trouver un moyen de sortir de son mariage avec la reine Catherine. Sa loyauté et son service envers le roi Henri VIII lui ont valu de nombreuses récompenses sous la forme de terres monastiques dans le Norfolk et dans le Suffolk, d'emplois dans des missions diplomatiques et d'être nommé chevalier de l'ordre français de Saint-Michel en 1532 et comte-maréchal d'Angleterre le 28 mai 1533. En mai 1536, quand Henry VIII fait arrêter sa seconde épouse, Anne Boleyn, Howard préside le procès de sa nièce en tant que lord grand intendant.
Lorsque le pèlerinage de la grâce éclate dans le Lincolnshire et les comtés du nord à la fin de 1536, Howard partage le commandement des forces du roi avec le comte de Shrewsbury, persuadant les rebelles de se disperser en leur promettant le pardon et que le Parlement tiendrait compte de leurs griefs. Cependant, lorsque de nouvelles rébellions éclatent en janvier 1537, il mène une politique de représailles brutales.
En 1539, le duc de Norfolk conteste sérieusement les réformes religieuses du ministre en chef du roi, Thomas Cromwell. Cette année-là, le roi Henri VIII avait cherché à faire en sorte que le Parlement mette fin à la diversité des opinions religieuses. Le 5 mai, la Chambre des lords nomme une commission chargée d’examiner les questions de doctrine. Bien qu'il n'ait pas été membre du comité, le 16 mai, Howard présente au Parlement pour examen six articles conservateurs concernant la foi. Le 30 mai, les six articles et les sanctions en cas de non-respect sont promulgués et, le 28 juin, reçoivent la sanction royale.
Le 29 juin 1539, Thomas Howard, le duc de Suffolk, et Thomas Cromwell dînèrent avec le roi Henri VIII en tant qu'invités de l'archevêque de Cantorbéry, Thomas Cranmer. Au cours d'une discussion animée sur le cardinal Wolsey, Cromwell accuse Thomas Howard de déloyauté qui à son tour qualifie Cromwell de menteur. Leur hostilité mutuelle est désormais ouverte. Cromwell, en prenant l'initiative du mariage du roi avec Anne de Clèves, donna un fort avantage à Howard. La désillusion du roi face à l'apparence physique d'Anne lorsqu'il la rencontra en janvier 1540, et son désir de faire annuler le mariage, donnèrent à Howard l'occasion de faire tomber son ennemi, Cromwell. Le 10 juin 1540, Cromwell est arrêté lors d'une réunion du Conseil privé sur des accusations de haute trahison. Le duc de Norfolk lui arrache personnellement le St George de son cou. Le 9 juillet 1540, le mariage du roi Henri avec Anne de Clèves est annulé. Le 28 juillet 1540, Cromwell est exécuté et le même jour, le roi épouse l'autre nièce du duc, Catherine Howard, qui devient sa cinquième épouse, À la suite de ce mariage, pendant un certain temps, Howard jouit d'une position politique prééminente, de la faveur royale et de récompenses matérielles.
Il est nommé sénéchal, ce qui fait de lui l'un des premiers nobles de la cour. Général compétent, il s'illustre de multiples fois au combat.
Il était le frère d'Elisabeth Howard et de Edmund Howard, donc, respectivement, l'oncle d'Anne Boleyn et de Catherine Howard.

## Thomas Howard dans la fiction

### Au cinéma
David Morrissey incarne le duc dans le film américano-britannique Deux Sœurs pour un roi (2008).

### À la télévision
- 2009-2010 : Les Tudors, série TV de Michael Hirst : Henry Czerny (saison 1)